# Crataegus alabamensis
Crataegus alabamensis är en rosväxtart som beskrevs av Chauncey Delos Beadle. Crataegus alabamensis ingår i hagtornssläktet som ingår i familjen rosväxter.

## Underarter
Arten delas in i följande underarter:
- C. a. florens
- C. a. ravenelii
- C. a. teres